# 스피츠 (개)

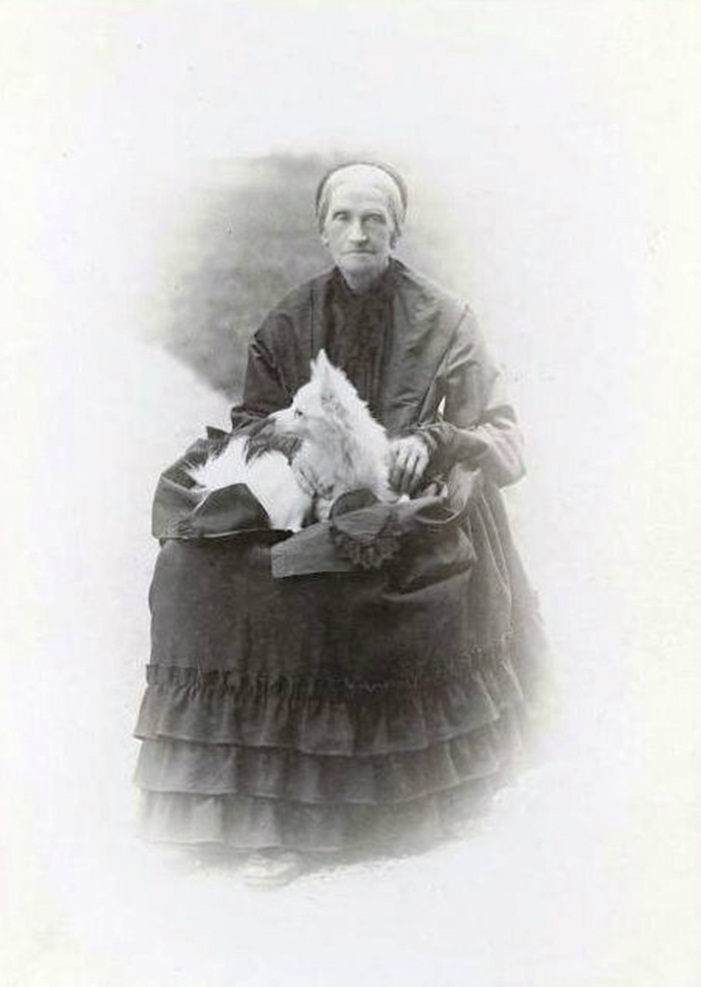
바이에른 공주 루도비카와 그가 기르는 스피츠

스피츠(독일어: Spitz 슈피츠[*])는 개의 한 품종으로, 길이가 길고 통통하며 흰 털을 지닌 경우가 많고, 귀와 주둥이가 뾰족한 것이 특징이다. 꼬리는 보통 등 뒤로 굽어 있다.

## 같이 보기
- 아키타 견
- 일본 스피츠
- 독일 스피츠